# La Angostura, Atoyac
La Angostura är en ort i Mexiko.   Den ligger i kommunen Atoyac och delstaten Veracruz, i den sydöstra delen av landet, 250 km öster om huvudstaden Mexico City. La Angostura ligger 523 meter över havet och antalet invånare är 335.
Terrängen runt La Angostura är kuperad åt nordost, men åt sydväst är den platt. Runt La Angostura är det ganska tätbefolkat, med 222 invånare per kvadratkilometer. Närmaste större samhälle är Córdoba, 13,6 km väster om La Angostura. Trakten runt La Angostura består till största delen av jordbruksmark.